# Contea di Chase (Kansas)
La contea di Chase in inglese Chase County è una contea dello Stato del Kansas, negli Stati Uniti. La popolazione al censimento del 2000 era di 3 030 abitanti. Il capoluogo di contea è Cottonwood Falls